# Vermandois
Vermandois var et fransk grevskab, som blev opstod under merovingerne. Det 10. århundrede blev det opbygget omkring to borge: Saint-Quentin ved Aisne og Péronne ved Somme). I vore dages geografi ville Vermandois være en del af Pikardiet i det nordlige Frankrig.
Pepin 1. af Vermandois, den første af de arveberettigede grever, var direkte efterkommer efter kejser Karl den Store. Mere berømt var hans barnebarn Herbert 2. (902–943), en mand som var absolut skrupelløs, som forøgede sit grevskabs magt betydeligt, og holdt den retmæssige konge af Frankrig, Karl den Enfoldige, fanget i seks år. Herbert 2. var søn af Herbert 1, hersker af Péronne og St Quentin, som blev snigmyrdet i 902 af en morder, som blev betalt af Baldwin 2., greve af Flandern. Hans efterfølgere, Adelbert 1., Herbert 3., Adelbert 2., Otto og Herbert 4., spillede ikke nogen rolle i historien.
I 1077 fik den sidste greve af huset Vermandois, Herbert 4., grevskabet Valois gennem sin kone. Hans søn Eudes (II) den Gale, blev frataget sin arv af baronernes råd i Frankrig. Han var hersker af Saint-Simon gennem sin kone, og grevskabet blev givet til hans søster Adela, hvis første mand var Hugh den Store, bror af kong Filip 1. af Frankrig. Hugh var en af lederne af det første korstog, og døde i 1102 i Tarsus i Lilleasien. Den ældste søn af Hugh var Adela grev Raoul 1. (ca. 1120-1152), som giftede sig med Petronilla af Aquitanien, søster til dronning Eleanor, og fik tre børn med hendes: Raoul (Rudolph) 2. den Spedalske (greve fra 1152-1167); Isabelle, som mellem 1167 og 1183 besad grevskaberne Vermandois, Valois og Amiens sammen med sin ægtemand, Filip, greve af Flandern og Eleanor. Ifølge betingelserne i en traktat, som blev afsluttet i 1186 med kongen, Filip 2. August, beholdt greven af Flandern grevskabet Vermandois indtil sin død, i 1191. På dette tidspunkt gav en ny aftale Eleanor (d. 1213) en livsvarig andel i den østlige del af Vermandois, med titel af grevinde af St Quentin, mens kongen straks fik ejerskab af Peronne og tilhørende besiddelser.